# Inopeplus syozoi
Inopeplus syozoi es una especie de coleóptero de la familia Salpingidae.

## Distribución geográfica
Habita en Taiwán.